# Вайксельбаумер, Эрнст
Эрнст Вайксельбаумер (нем. Ernst Weichselbaumer, 06.04.1907 - 10.05.67) — немецкий шахматист, национальный мастер.
В составе сборной Саара участник трех шахматных олимпиад (1952, 1954 и 1956 гг.). Всегда выступал на 3-й доске. На олимпиаде 1954 г. в матче со сборной Югославии победил А. Матановича. Также в составе сборной участвовал в матче с командой Швейцарии (1955 г.).
В Саарбрюккене проводится турнир по быстрым шахматам памяти Вайксельбаумера.

## Спортивные результаты
| Год  | Город       | Соревнование                                       | + | − | = | Результат | Место |
| ---- | ----------- | -------------------------------------------------- | - | - | - | --------- | ----- |
| 1950 | Саарбрюккен | Международный турнир                               | 3 | 4 | 2 | 4 из 9    | 7     |
| 1952 | Хельсинки   | X Олимпиада (сборная Саара, 3-я доска)             | 3 | 7 | 2 | 4 из 12   |       |
| 1954 | Амстердам   | XI Олимпиада (сборная Саара, 3-я доска)            | 4 | 6 | 4 | 6 из 14   |       |
| 1955 | Цюрих       | Матч Швейцария — Саар (3-я доска, против Г. Гроба) | 0 | 1 | 0 | 0 из 1    |       |
| 1956 | Москва      | XII Олимпиада (сборная Саара, 3-я доска)           | 5 | 4 | 3 | 6½ из 12  |       |